# Rechtbank Maastricht

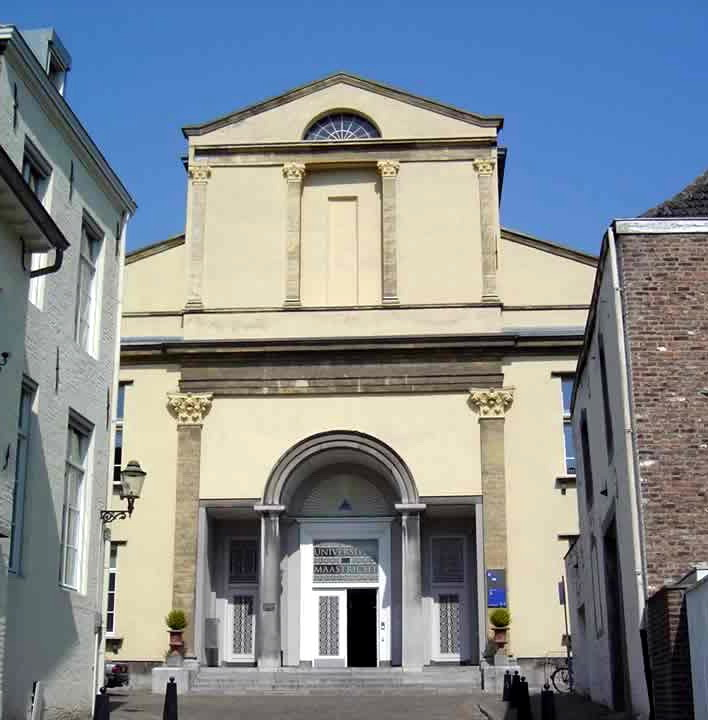
Tweede Minderbroederskerk, zetel van de Rechtbank Maastricht, 1842-1995

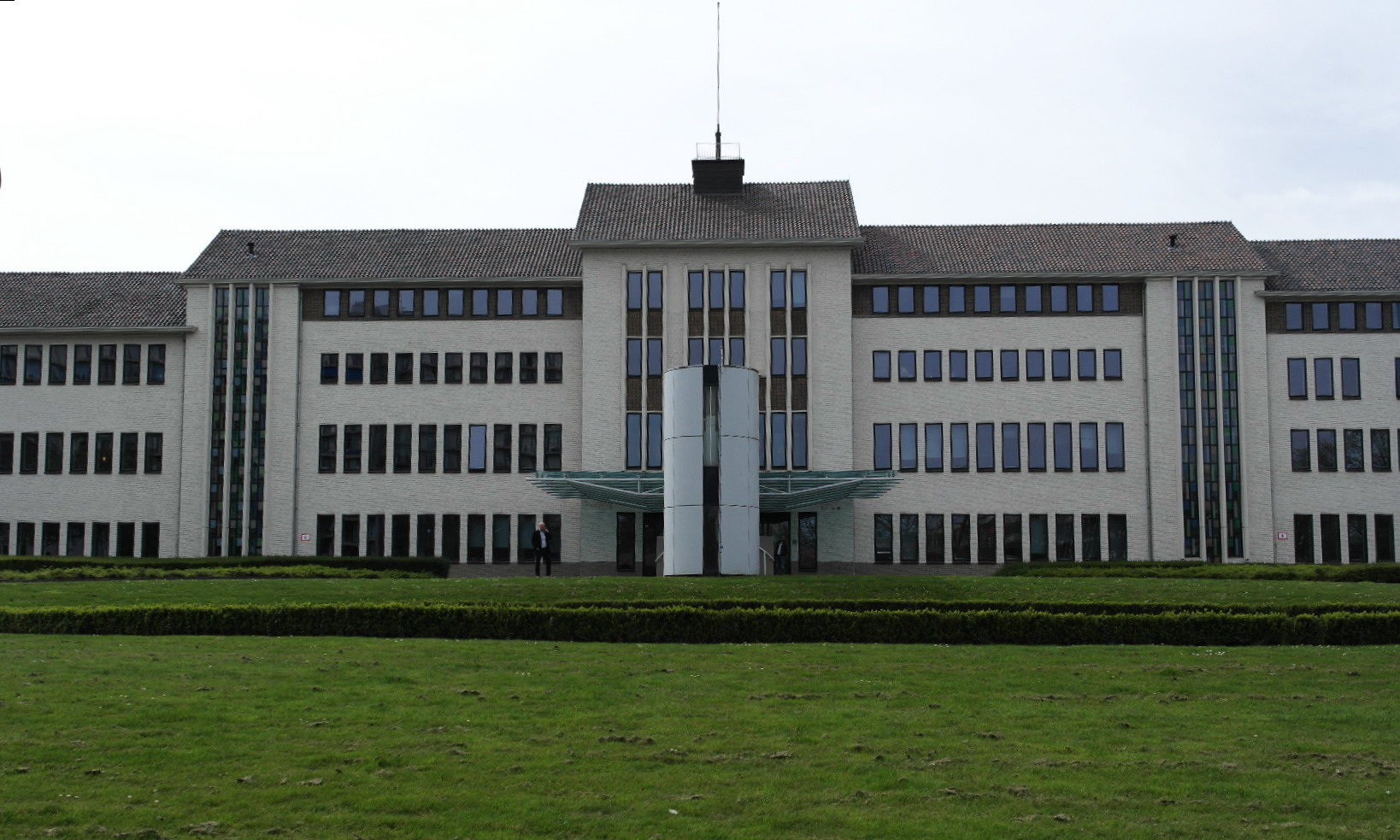
Locatie Sint Annadal, zetel van de Rechtbank Maastricht, 1995-2013

De Rechtbank Maastricht was van 1842 tot 2013 een arrondissementsrechtbank in Nederland, gevestigd in Maastricht. Per 2013 is de rechtbank Maastricht samengevoegd met de Rechtbank Roermond tot de Rechtbank Limburg. Het bestuur van de nieuwe rechtbank is gevestigd in Maastricht.

## Oprichting arrondissement (1842)
De verdeling van Nederland in arrondissementen dateert uit 1838. Eerder waren al in de Franse tijd arrondissementen ingevoerd. In 1828 was een wet aangenomen waarbij het gehele Koninkrijk, Noord en Zuid, in nieuwe arrondissementen en kantons werd verdeeld, maar door het uitbreken van de Belgische Revolutie werd die wet nooit daadwerkelijk ingevoerd.
De indeling die de wet gaf werd voor de andere provincies vrijwel ongewijzigd gehandhaafd toen de wet alsnog in 1838 werd ingevoerd. In Limburg was dat niet mogelijk omdat de indeling van 1828 uiteraard geen rekening had gehouden met de nieuwe rijksgrens die dwars door de  oude provincie Limburg liep. Een aantal van de toen voorgestelde arrondissementen en kantons lag nu deels in België en deels in Nederland. Het arrondissement Maastricht in de wet van 1828 omvatte bijvoorbeeld het kanton Tongeren dat Belgisch was geworden.
Een eerste ontwerp na de Belgische Revolutie, waarbij de nieuwe provincie in twee arrondissementen en acht kantons werd verdeeld stuitte op verzet in het parlement. Een tweede ontwerp, waarbij het nieuwe arrondissement Maastricht in vijf nieuwe kantons werd verdeeld werd wel aangenomen en in 1842 ingevoerd. Maastricht werd verdeeld in de kantons Maastricht, Meerssen, Heerlen, Sittard en Gulpen.

## Gebouwen
In 1806, tijdens de Franse tijd, werd het Tweede Minderbroedersklooster van de in 1794 door de Fransen opgeheven orde der franciscanen ingericht als gevangenis. Een deel van de gebouwen aan de Minderbroedersberg in het Jekerkwartier werd tot rechtbank bestemd, die tot dan toe zitting had gehouden in het oude Statenhuis op de noordwestelijke hoek van het Vrijthof. In 1825, nog geruime tijd voor de oprichting van het arrondissement, werd een deel van de voormalige kloosterkerk van de minderbroeders verbouwd tot paleis van justitie. De apsis van de kerk werd het onderkomen van de marechaussee; de paardenstallen van de marechaussee werden ingericht op het voormalige priesterkoor van de franciscanen. De verbouwing van 1825 vond plaats onder leiding van stadsbouwmeester Mathieu Hermans.
In 1917 verhuisde de marechaussee naar een nieuwe kazerne aan de Scharnerweg, waardoor de rechtbank de beschikking kreeg over het hele kerkgebouw. In 1975 verhuisde de gevangenis naar een nieuw huis van bewaring in Limmel, waardoor de rechtbank kon uitbreiden naar de naastgelegen kloostergebouwen.
In 1995 verhuisde de rechtbank Maastricht na bijna twee eeuwen naar een locatie buiten het centrum van Maastricht. Een deel van het voormalige ziekenhuis Sint Annadal in de buurt Brusselsepoort werd grondig verbouwd en heringericht tot gerechtsgebouw. Deze locatie werd in 2013 de hoofdvestiging van de Rechtbank Limburg, die een nevenvestiging in Roermond heeft.